# كولبورن مريديث
كولبورن مريديث هو مهندس معماري كندي، ولد في 1874، وتوفي في 1965.